# Benkos Biohó (film)
Pour plus de détails, voir Fiche technique et Distribution.
Benkos Biohó est un film documentaire colombien réalisé en 1994.

## Synopsis
Le film évoque la vie de Benkos Biohó, héros cimarron qui a libéré San Basilio de Palenque en Colombie, en 1600.  Il est consacré à la culture africaine en Colombie, vue et racontée à travers de la musique bullerengue, chalupa, chalusonga, lumbalú, mapalé et champeta dont les rythmes traditionnels nous renvoient au passé, aux ancêtres, à l’Afrique. La musique de nos jours, jouée par la jeune génération nos retourne au présent, face à un pays « pluriethnique et multiculturel » plein de traditions.

## Fiche technique
- Réalisation : Teresa Saldarriaga
- Production : Yuma Vídeo Cine
- Recherches : Clara Inés Guerrero - Movimiento Cimarrón
- Image : Daniel Valencia
- Son : Hipólito Mendoza
- Montage : César Barreto